# Khaled Boukacem
Khaled Boukacem (sinh ngày 24 tháng 4 năm 1985) là một cầu thủ bóng đá người Algérie thi đấu cho CR Belouizdad ở vị trí thủ môn.